# Opactwo Thelemy

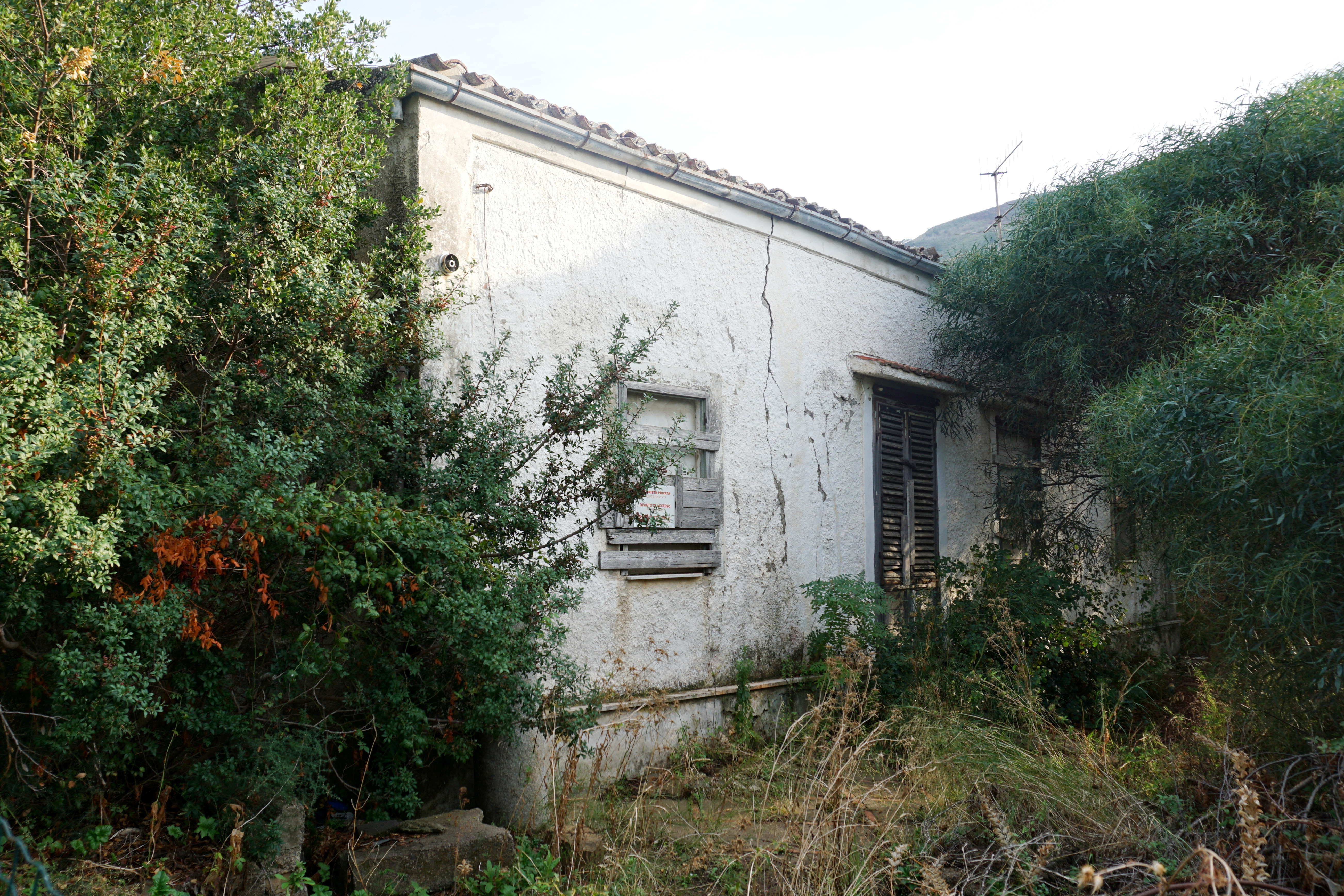
Opactwo Thelemy, 2017

Opactwo Thelemy – niewielki dom w miejscowości Cefalù na Sycylii, wynajmowany w latach 1920–1923 przez Aleistera Crowleya. Miejsce to służyło jemu i grupie jego uczniów za dom oraz miejsce eksperymentalnych praktyk duchowych, „magicznych” i artystycznych.
Nazwa tego miejsca pochodzi od fikcyjnego opactwa, jakie opisane było w satyrze François Rabelais Gargantua i Pantagruel, gdzie wszystkie ziemskie przyjemności były dowolnie zaspokajane. Tak jak i było opisane w tej historii, Crowley namalował na drzwiach słowa Do What Thou Will („Czyń swoją wolę”). Słowa te były także wyryte na drzwiach Opactwa Medmenham, miejscu spotkań sławnego Klubu Ognia Piekielnego sir Francisa Dashwooda w XVIII wieku, tak więc Crowley mógł swój pomysł wziąć również i z tego źródła. Namalował też wiele fresków na wewnętrznych ścianach. W Opactwie Crowley wraz ze swoją rodziną i innymi mieszkańcami przeprowadzali różne magiczne i religijne rytuały, w zgodności z doktryną Thelemy.
Aleister planował przemienić mały dom w globalne centrum praktyk magicznych, a przy okazji i zarobić na wpłatach wstępujących do Opactwa nowych uczniów, szukających wiedzy o sztukach magicznych. To, czym tak naprawdę stało się Opactwo i jego mistrz, było tematem wielu plotek, częściowo rozprowadzanych przez mieszkających w okolicy Włochów, głównie jednak produkowanych przez brytyjski brukowiec „John Bull”. Wśród stawianych mu zarzutów były m.in. podejrzenia o orgie seksualne, używanie narkotyków, poświęcania zwierząt i dzieci oraz inne okrucieństwa. Crowley nigdy się do tego nie przyznał, ale nigdy też temu nie zaprzeczył, ponieważ lubił, gdy otaczała go mgiełka tajemnicy.

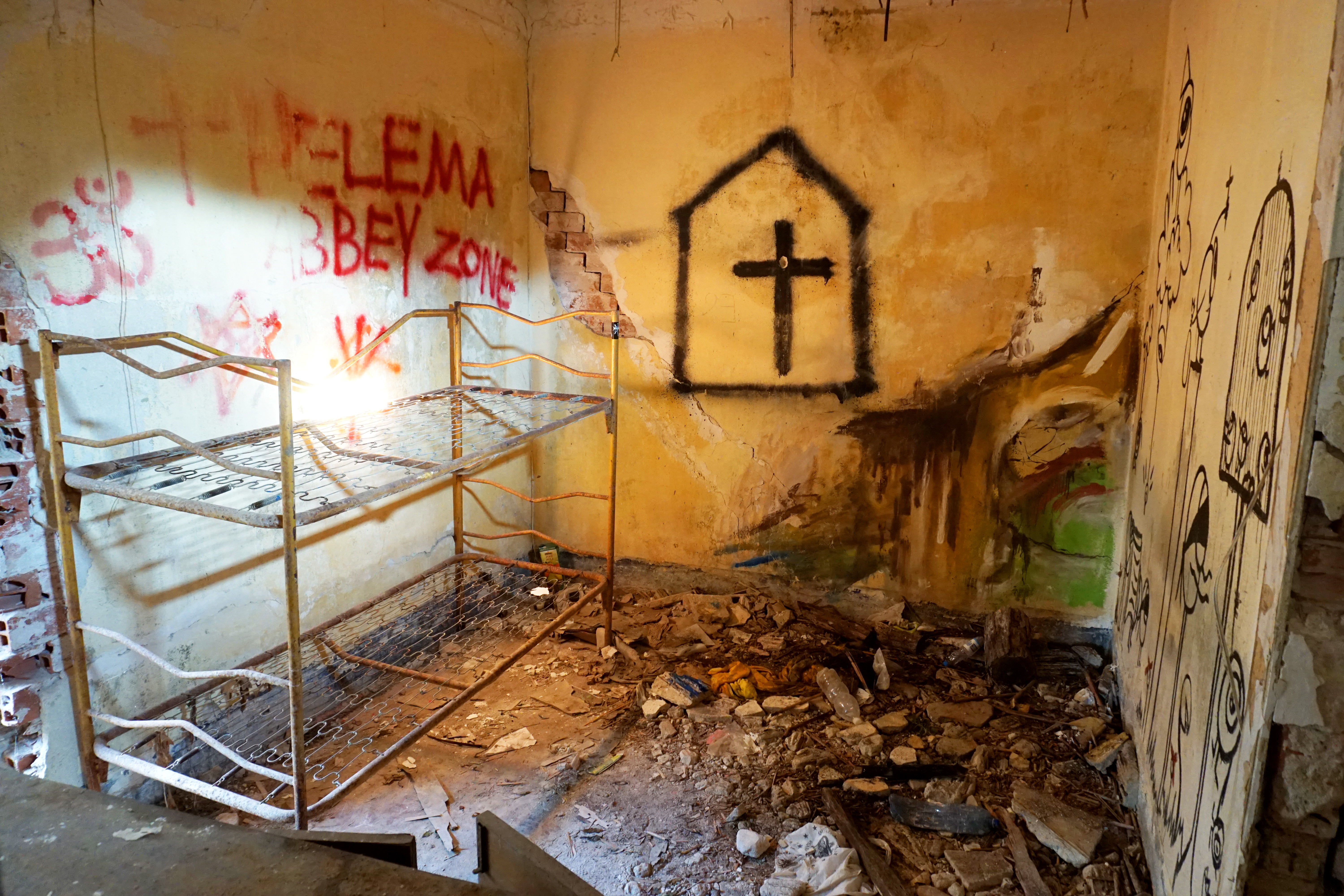
Opactwo Thelemy, 2017

W roku 1923 młody angielski poeta Raoul Loveday (lub Frederick Charles Loveday) zmarł tam z powodu, jak się dziś wydaje, wypicia wody ze strumienia, mimo ostrzeżeń Crowleya o niebezpieczeństwie. Jego żona natychmiastowo złożyła pozew do sądu twierdząc, jakoby Loveday zmarł wkrótce po odbyciu rytuału w Opactwie na skutek wypicia krwi kota. W związku z tym, jak i licznymi plotkami na temat działalności członków Opactwa, rząd Mussoliniego zażądał, by Crowley i jego „współwyznawcy” opuścili Włochy. Opactwo Thelemy zostało opuszczone, a lokalni mieszkańcy zamalowali to, co wyryte było na ścianach budynku.
Willa stoi do dziś, jest jednak w bardzo złym stanie. Kenneth Anger, „wyznawca” nauki Crowleya, odkrył w roku 1955 i sfilmował zamalowane wcześniej freski. Ostatnio odkryto także kolejne z nich, a ukazujące je zdjęcia można znaleźć w Internecie. „Opactwo Thelemy” wciąż pozostaje popularną nazwą dla różnych magicznych społeczności, wikan czy satanistów. Taką nazwę ma także fanklub kontrowersyjnej gwiazdy muzyki - Marilyna Mansona.